# Picão
Picão est une localité de Sao Tomé-et-Principe située au nord-est de l'île de Principe.

## Population
Lors du recensement de 2012, 278 habitants y ont été dénombrés.